# Gobiocichla
Gobiocichla (Gobius = Grundel + Cichla, Typusgattung der Buntbarsche) ist eine Gattung westafrikanischer Buntbarsche (Cichlidae), die in Stromschnellen des oberen und mittleren Niger und des Cross River vorkommt.

## Merkmale
Die Fische werden 12 cm lang und besitzen einen langgestreckten, dorsoventral mehr oder weniger abgeflachten Körper und im Unterschied zu den meisten anderen Buntbarschen nur eine einzelne Seitenlinie. Sie haben 33 bis 36 Wirbel. Die Beschuppung ist stärker reduziert als bei jeder anderen Buntbarschgattung. Auch die Schwimmblase ist reduziert. Das Maul ist unterständig. Die Darmlänge beträgt ein Vielfaches der Körperlänge. Die kehlständigen Bauchflossen sind etwas abgerundet.
- Flossenformel: Dorsale XVIII–XXIV/8–12, Anale II–IV/8–11.

## Lebensweise
Gobiocichla leben versteckt zwischen Steinen in Stromschnellen und anderen Bereichen mit stark strömendem Wasser und ernähren sich vor allem vom Algenaufwuchs der Felsen und von Mikroorganismen. Sie sind Höhlenbrüter und bilden eine Elternfamilie, d. h. beide Elternteile kümmern sich um Laich und Larven.

## Arten
- Gobiocichla ethelwynnae Roberts, 1982; Cross River
- Gobiocichla wonderi Kanazawa, 1951; Niger